# جائزة البرتغال الكبرى 1959
جائزة البرتغال الكبرى 1959 هو سباق فورمولا 1 أقيم بتاريخ 23 أغسطس 1959 في لشبونة، البرتغال. كان السابع من أصل 9 في بطولة العالم لسباقات الفورمولا واحد موسم 1959. فاز البريطاني ستيرلنغ موس بالسباق وجاء الأمريكي ماستين غريغوري ثانيا.